# Myeik
Myeik o Mergui (birmano: မြိတ် [mjeɪʔ] o [beɪʔ]; mon: ဗိက် [pòik]; siamés: มะริด [má(ʔ).rít]) es una localidad de Birmania perteneciente a la región de Tanintharyi del sur del país. Dentro de la región, Myeik es la capital del distrito homónimo y del municipio homónimo.
En 2014 tenía una población de 115 141 habitantes, en torno a dos quintas partes de la población municipal. Es la localidad más poblada de la región.
Entre los siglos XI y XIII, esta localidad marcaba el límite meridional del reino de Pagan. Tras el colapso de Pagan en 1287, la localidad pasó a pertenecer a los reinos tailandeses de Sukhothai y más tarde Ayutthaya hasta el siglo XVIII, con un breve periodo de ocupación birmana entre 1564 y 1593. En los siglos XVI y XVII fue un importante puerto para navegantes europeos, que desde aquí accedían a Ayutthaya por vía fluvial y montañosa. Fue definitivamente conquistada por los birmanos en 1765.
Se ubica en una isla de la costa central de la región, junto a la desembocadura del río Tanintharyi en el mar de Andamán.

## Clima
| Parámetros climáticos promedio de Myeik (1981–2010, extremos 1934–1994)                                                                            | Parámetros climáticos promedio de Myeik (1981–2010, extremos 1934–1994) | Parámetros climáticos promedio de Myeik (1981–2010, extremos 1934–1994) | Parámetros climáticos promedio de Myeik (1981–2010, extremos 1934–1994) | Parámetros climáticos promedio de Myeik (1981–2010, extremos 1934–1994) | Parámetros climáticos promedio de Myeik (1981–2010, extremos 1934–1994) | Parámetros climáticos promedio de Myeik (1981–2010, extremos 1934–1994) | Parámetros climáticos promedio de Myeik (1981–2010, extremos 1934–1994) | Parámetros climáticos promedio de Myeik (1981–2010, extremos 1934–1994) | Parámetros climáticos promedio de Myeik (1981–2010, extremos 1934–1994) | Parámetros climáticos promedio de Myeik (1981–2010, extremos 1934–1994) | Parámetros climáticos promedio de Myeik (1981–2010, extremos 1934–1994) | Parámetros climáticos promedio de Myeik (1981–2010, extremos 1934–1994) | Parámetros climáticos promedio de Myeik (1981–2010, extremos 1934–1994) |
| Mes | Ene.                                                                    | Feb.                                                                    | Mar.                                                                    | Abr.                                                                    | May.                                                                    | Jun.                                                                    | Jul.                                                                    | Ago.                                                                    | Sep.                                                                    | Oct.                                                                    | Nov.                                                                    | Dic.                                                                    | Anual                                                                   |
| --- | ----------------------------------------------------------------------- | ----------------------------------------------------------------------- | ----------------------------------------------------------------------- | ----------------------------------------------------------------------- | ----------------------------------------------------------------------- | ----------------------------------------------------------------------- | ----------------------------------------------------------------------- | ----------------------------------------------------------------------- | ----------------------------------------------------------------------- | ----------------------------------------------------------------------- | ----------------------------------------------------------------------- | ----------------------------------------------------------------------- | ----------------------------------------------------------------------- |
| Temp. máx. abs. (°C) | 35.0                                                                    | 36.1                                                                    | 37.2                                                                    | 37.2                                                                    | 36.7                                                                    | 36.7                                                                    | 33.9                                                                    | 33.9                                                                    | 32.8                                                                    | 35.6                                                                    | 34.4                                                                    | 36.1                                                                    | 37.2                                                                    |
| Temp. máx. media (°C) | 32.1                                                                    | 32.7                                                                    | 33.4                                                                    | 33.9                                                                    | 32.0                                                                    | 30.1                                                                    | 29.6                                                                    | 29.1                                                                    | 29.8                                                                    | 31.0                                                                    | 32.1                                                                    | 31.7                                                                    | 31.5                                                                    |
| Temp. mín. media (°C) | 21.7                                                                    | 22.6                                                                    | 23.7                                                                    | 24.8                                                                    | 24.6                                                                    | 24.1                                                                    | 23.7                                                                    | 23.6                                                                    | 23.6                                                                    | 23.6                                                                    | 22.9                                                                    | 21.4                                                                    | 23.4                                                                    |
| Temp. mín. abs. (°C) | 11.7                                                                    | 15.6                                                                    | 16.1                                                                    | 18.9                                                                    | 19.4                                                                    | 19.4                                                                    | 18.9                                                                    | 18.9                                                                    | 18.9                                                                    | 17.2                                                                    | 15.0                                                                    | 12.8                                                                    | 11.7                                                                    |
| Lluvias (mm) | 26.3                                                                    | 41.7                                                                    | 55.4                                                                    | 106.0                                                                   | 444.3                                                                   | 748.4                                                                   | 713.7                                                                   | 894.9                                                                   | 514.6                                                                   | 313.3                                                                   | 65.5                                                                    | 19.1                                                                    | 3943.2                                                                  |
| Días de precipitaciones (≥ 0.1 mm) | 1                                                                       | 3                                                                       | 5                                                                       | 7                                                                       | 18                                                                      | 25                                                                      | 26                                                                      | 26                                                                      | 23                                                                      | 16                                                                      | 6                                                                       | 2                                                                       | 158                                                                     |
| Humedad relativa (%) | 72                                                                      | 72                                                                      | 72                                                                      | 72                                                                      | 82                                                                      | 88                                                                      | 90                                                                      | 90                                                                      | 89                                                                      | 83                                                                      | 76                                                                      | 72                                                                      | 79.8                                                                    |
| Fuente n.º 1: Norwegian Meteorological Institute                                                                                                   |                                                                         |                                                                         |                                                                         |                                                                         |                                                                         |                                                                         |                                                                         |                                                                         |                                                                         |                                                                         |                                                                         |                                                                         |                                                                         |
| Fuente n.º 2: Sistema de Clasificación Bioclimática Mundial (records), Danish Meteorological Institute (precipitation days and humidity 1931–1960) |                                                                         |                                                                         |                                                                         |                                                                         |                                                                         |                                                                         |                                                                         |                                                                         |                                                                         |                                                                         |                                                                         |                                                                         |                                                                         |